# Ta-Ha
Ta-Ha (arabe : سُورَةُ طَهَ, français : Lettres Ta-Ha) est le nom traditionnellement donné à la 20e sourate du Coran, le livre sacré de l'islam. Elle comporte 135 versets. Rédigée en arabe comme l'ensemble de l'œuvre religieuse, elle fut proclamée, selon la tradition musulmane, durant la période mecquoise.

## Origine du nom
Bien que le titre ne fasse pas directement partie du texte coranique, la tradition musulmane a donné comme nom à cette sourate les Lettres Ta-Ha.

## Historique
Il n'existe à ce jour pas de sources ou documents historiques permettant de s'assurer de l'ordre chronologique des sourates du Coran. Néanmoins selon une chronologie musulmane attribuée à Ǧaʿfar al-Ṣādiq (VIIIe siècle) et largement diffusée en 1924 sous l’autorité d’al-Azhar,, cette sourate occupe la 45e place. Elle aurait été proclamée pendant la période mecquoise, c'est-à-dire schématiquement durant la première partie de l'histoire de Mahomet avant de quitter La Mecque. Contestée dès le XIXe par des recherches universitaires, cette chronologie a été revue par Nöldeke,, pour qui cette sourate est la 55e.
Ces récits possèdent quelques traits caractéristiques, tant formels (la narration utilise un style dialogué) qu’historiques. Dans le récit sur Moïse, il semble y avoir deux strates enchevêtrées. De plus, ce récit est construit pour universaliser le récit biblique, l’éloigner d’un contexte historique. Cette histoire prend une dimension morale et s’éloigne du Moïse biblique conçus comme « mythologie fondatrice ».

## Interprétations
Cette sourate, de 135 versets, contient une cohérence thématique à un degré inhabituel puisqu’elle est entièrement consacrée à la figure de Moïse. Cette sourate est la version coranique la plus détaillée sur Moïse.
Marcin Grodzki voit dans les lettres commençant cette sourate soit un moyen mnémotechnique, soit comme des signes portant un sens, en particulier le Ta symbolisant le serpent.
Younes repère dans le verset 63 un mot qui « viole les règles standards de l’assignation des cas en arabe »,. S’intéressant aux solutions trouvées pour résoudre ce problème, l’auteur cite une tradition selon laquelle il s’agirait d’une faute de scribe. Il remarque que certains lecteurs corrigent en lisant tandis que l’édition du Coran du Caire a corrigé l’erreur dans sa publication du Coran.

### Versets 9-99: le récit de Moïse
Pour Azaiez, ce passage peut faire l’objet d’une étude narratologique. Ce passage est construit selon une « énonciation théâtrale », basée sur des dialogues et une succession de scènes. L’auteur divise ce récit en sept scènes, proche du type théâtral, de trois personnages, dont l'un "parfois muet". L’auteur remarque plusieurs types de temporalité du récit. Pour Pregill, cette sourate doit être lue comme une « composition unifiée » rappelle des écrits dédicatoires syriaque et ressemble aux hymnes de Jacques de Saroug sur Moïse. Pour Reynolds, le terme Midian (v. 40) est plus proche du syriaque madyan que de l’hébreu midyān.
Pour Stefanidis, le récit s’inscrit entre autres, à la différence du texte biblique, dans la volonté d’universaliser cet épisode, Allah ne se présentant pas comme le Dieu d’Abraham, d’Isaac et de Jacob. De même, Dieu n’intervient pas dans l’histoire par pitié pour son peuple mais pour punir Pharaon de son arrogance.
Pour Tengour, le récit mosaïque appartient au milieu de la période mecquoise et s’inscrit dans la polémique entre Mahomet et la tribu Quraish, plaçant Mahomet dans la continuité de Moïse, prophète rejeté par son peuple et menaçant sa tribu de l’engloutissement comme Pharaon.

### L'épisode du veau d’or
Pour Pregill, le récit du Veau d’or est un « excellent exemple de la façon dont le tafsīr fonctionne pour reconstruire radicalement la signification des récits coraniques en accord avec les priorités exégétiques et théologiques de la communauté musulmane émergente ». Pour l’auteur, le récit d’une image vivante du veau est une invention d’un rédacteur de tafsīr, tandis que le récit évoque une image de veau vivant. De même, le terme Al-Samari ne doit pas être compris comme « samaritain » mais comme « samarien », faisant ainsi référence à Aaron. Sa condamnation trouve des parallèles dans la littérature syriaque.

Texte de la sourate (Coran datant de 1874)
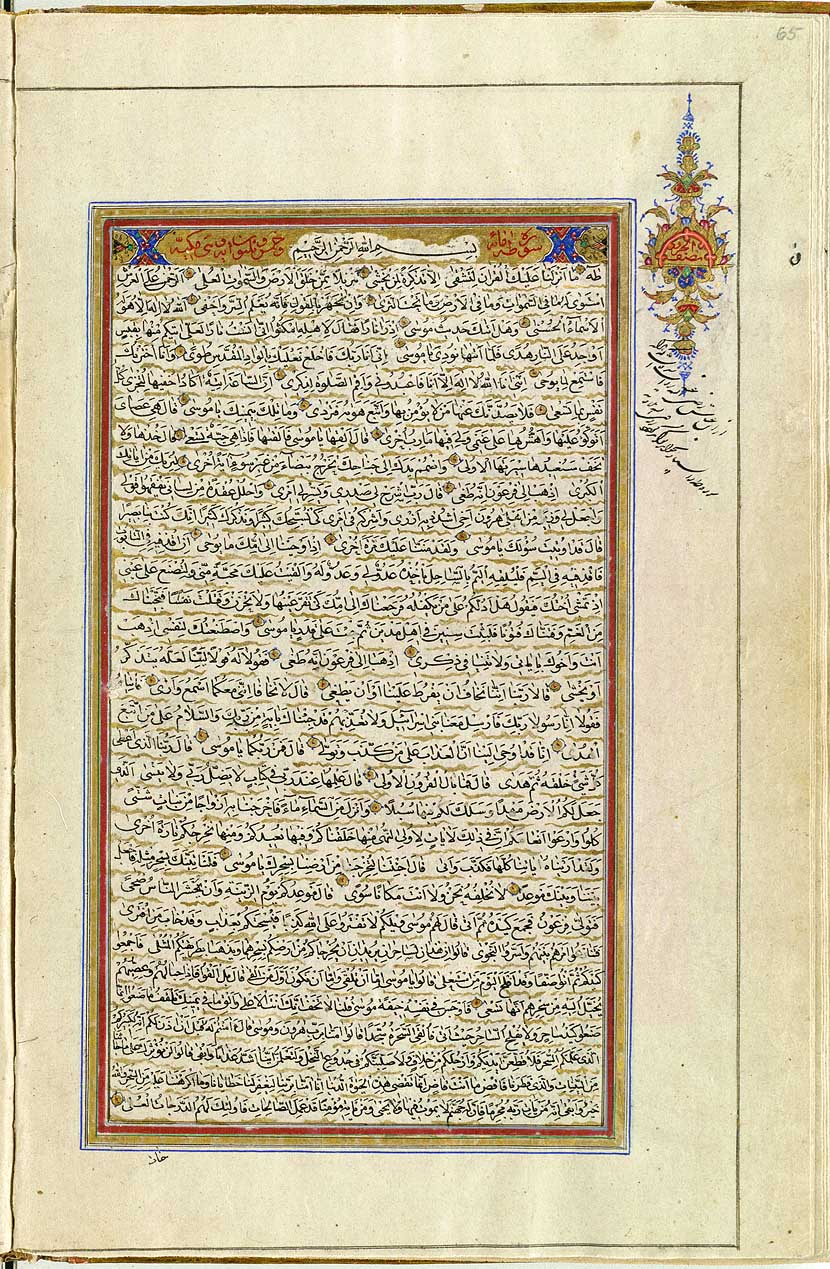
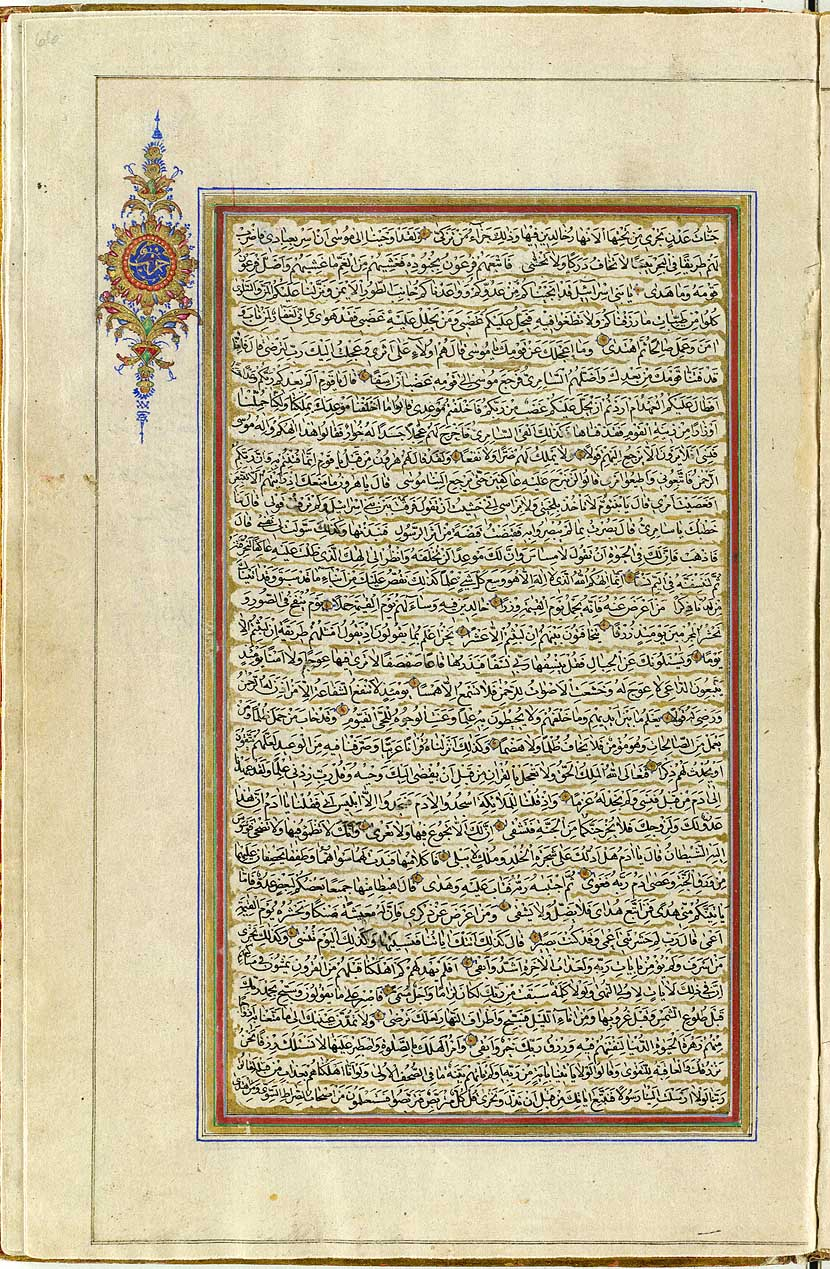

## Anecdote
C’est à la suite de l’écoute puis de la lecture de la sourate Ta-Ha que, selon l'une des deux versions, ‘Umar ibn Khattab, qui deviendra plus tard deuxième calife des sunnites, se convertit à l’islam. L’épisode est relaté comme suit par Ibn Ishaq dans sa biographie du Prophète :
Un jour, ‘Umar portant son épée, sortit et se dirigea vers l’Envoyé d’Allah et un groupe de ses partisans ; on l’avait informé que ceux-ci se réunissaient dans une maison près al-Safâ, ils étaient au nombre de quarante à peu près comprenant des hommes et des femmes. Parmi eux se trouvaient Hamzah ‘Abd al-Muttalib, l'oncle du Prophète, Abû Bakr b. Abi Quhafah, le très fidèle, et Ali b. Abi Tâlib, et avec eux un nombre de musulmans qui sont restés à Makkah avec le Prophète et qui n'ont pas émigré vers l'Ethiopie. Nu'aym b. 'Abd Allâh rencontra en chemin Umar, alors il lui dit : « Où vas-tu 'Umar ? » 'Umar répondit : « Je veux voir Muhammad, cet apostat qui a mis la discorde parmi les Quraysh, traita d'insensées leurs croyances, critiqua leur religion, insulta leurs dieux, je veux le tuer. » Nu’aym lui dit : « Je jure par Dieu que ton âme t’a trompé, ô ‘Umar ! Crois-tu que les Banû ‘Abd Manâf te laisseront marcher sur terre si tu tues Muhammad ?! Tu seras mieux avisé d’aller chez les gens de ta maison pour les redresser ». ‘Umar dit : « Quels gens de ma maison ? ». Nu’aym répondit : « Ton beau-frère et cousin, Sa’îd b. Zayd b.’Amrû, et ta sœur Fâtimah bint al-Khattab, car ils ont embrassé l'Islam et ont suivi la religion de Muhammad, fais-leur donc ton affaire ! »
'Umar alors retourna et se dirigea vers sa sœur et son beau-frère. Chez eux se trouva Khabbah b. al-'Aratt qui tenait en sa main un morceau de papier (sahîfah) où était écrite la sourate Tâ Hâ qu'il récitait devant eux. Quand ils entendirent la voix de ‘Umar, Khabbah se cacha dans une petite chambre dans la maison. Fâtimah bint al-Khattab prit le morceau de papier et le cacha sous sa jambe ; ‘Umar avait entendu la lecture de Khabbab en s'approchant de la maison. Lorsqu'il entra, il demanda : « Qu'est-ce que c'est le marmonnement que je viens d'entendre ? » Ils répondirent « Tu n'as rien entendu » Il dit : « Mais si j'ai entendu. On m'a raconté que vous avez embrassé la religion de Muhammad. » Il frappa son gendre Sa'îd b. Zayd. Alors sa sœur Fâtimah bint al-Khattab se leva pour l'empêcher de frapper son mari, 'Umar frappa sa sœur et lui causa une blessure. Quand il fit cela, sa sœur et son beau-frère lui dirent : « Oui, nous avons embrassé l'Islam et nous avons cru en Dieu et son Envoyé. Fais donc ce que tu veux ! » 'Umar se recula et dit à sa sœur : « Donne-moi ce papier (sahîfah) que je viens de vous entendre lire, pour voir, ce que Muhammad a apporté » 'Umar pouvait lire et écrire. Quand il a dit cela, sa sœur lui dit : « Nous craignons que tu fasses du mal à ce papier. » Il répondit : « Ne crains rien. » Il jura par ses dieux qu'il la lui rendra dès qu'il l'aura lue. Quand il dit cela, elle souhaita qu'il embrassât l'Islam, elle lui dit : « Mon frère ! Tu es impur parce que tu es polythéiste ; c'est seulement l'homme pur qui pourra le toucher. » ‘Umar se leva et alla pour se purifier. Alors elle lui donna le papier où était écrite la sourate Tâ Hâ. Il en lut un morceau puis dit : « Comme elle est belle et noble cette parole ! » Khabbah, ayant entendu cela, sortit de sa cachette et dit à 'Umar : « ô 'Umar, par Dieu j'espère que Dieu t'a choisi pour répondre à la prière de son Envoyé. Car, je l'ai entendu hier dire : « Ô mon Dieu, soutiens l'Islam par Abû al-Hakam b. Hishâm, ou par ‘Umar b. al-Khattâb. » Viens donc à Dieu, viens, ô ‘Umar ! » Alors Umar dit : « Indique-moi où se trouve Muhammad, ô Khabbab, pour aller le voir et embrasser l'Islam. » Khabbab lui dit : « Il est dans une maison près d'al-Safâ, avec un groupe de ses partisans. » ‘Umar prit alors son épée et le mit à sa ceinture. Puis il se dirigea vers l'Envoyé d'Allah et ses compagnons. Il frappa à la porte. Quand ils entendirent sa voix, un compagnon de l'Envoyé d'Allâh se leva et regarda à travers une fissure de la porte et le vit armé de son épée. Effrayé il retourna à l’Envoyé d’Allâh et lui dit : « Ô Envoyé d'Allah ! c’est 'Umar b. al-Khattab armé de son épée. » Hamzah b.-Abd al-Muttalib alors dit : « Permets-lui d'entrer. S'il vient cherchant le bien, nous le lui octroierons ; mais s'il vient chercher du mal nous le tuerons avec son épée même. » L'Envoyé d’Allâh dit : « Permets-lui d'entrer.» L'homme lui ouvrit la porte. L'Envoyé d'Allah se leva et le rencontra dans la chambre. Il prit ‘Umar par sa ceinture ou par le milieu de son manteau (ridâ’), l'attira fortement à lui et lui dit : « Qu'est-ce qui t'amène, ô Ibn al-Khattab ! par Dieu, je vois que tu ne finiras que si Dieu te frappe d'une catastrophe ! » ‘Umar répondit : « Ô Envoyé d'Allâh ! Je suis venu pour croire en Dieu, en son Envoyé et en ce qui est venu de Dieu ». Alors l'Envoyé d'Allâh cria de haute voix : « Allâh Akbar ! » (Dieu est plus grand). Les gens réunis dans la maison, les compagnons de l'Envoyé d'Allâh, comprirent alors que ‘Umar avait embrassé l'Islam.
Les compagnons de l'Envoyé d'Allâh partirent alors de cette maison remplis de confiance en eux-mêmes par suite de la conversion à l'Islam de ‘Umar, ajoutée à celle de Hamzah. Ils surent que ces deux protégeraient l'Envoyé d'Allah et que par eux deux ils se vengeraient de leur ennemi.

Voilà la version transcrite par les gens de al-Madînah au sujet de la conversion de ‘Umar b. al-Khattâb.